# Phanerotoma moravica
Phanerotoma moravica är en stekelart som beskrevs av Snoflak 1951. Phanerotoma moravica ingår i släktet Phanerotoma och familjen bracksteklar. Inga underarter finns listade i Catalogue of Life.